# Expressionistische Arbeitsgemeinschaft Dresden
Die Expressionistische Arbeitsgemeinschaft Dresden wurde 1917 vom Maler Conrad Felixmüller, dem Dichter Walter Rheiner und dem Verleger Felix Stiemer gegründet. Als Vorläufer der Gruppe gilt der Kreis um die weiße Chrysantheme.

## Geschichte
Conrad Felixmüller begann ab dem Frühjahr 1917 in seinem Atelier zusammen mit dem Dichter Walter Rheiner und dem Verleger Felix Stiemer expressionistische Abendveranstaltungen durchzuführen. Felix Stiemer hängte das Plakat mit der Einladung der ersten expressionistischen Soiree im Schaufenster der Buchhandlung Bender auf. Die spontan einberufenen Veranstaltungen fanden in der Zeit des Ersten Weltkrieges statt und verfolgten das Ziel, einen öffentlich ausstrahlenden Dialog über aktuelle Fragen der damaligen Zeit zu führen.
Ein zentrales Thema war die Zusammenführung von „Tat“ und „Geist“: Die Kunst wurde als Instrument gesehen, um gesellschaftliche Veränderungsprozesse zu bewirken. Bereits im Vorfeld hatten Felixmüller und Raoul Hausmann für eine zu gründende expressionistische Interessengemeinschaft den programmatischen Leitsatz „Unsere Bestimmung ist es, die Welt nach unseren Überzeugungen zu ändern“ formuliert.
Auch wurden Lesungen und Vorträge in Privatgalerien veranstaltet. So fand z. B. am 13. Dezember 1917 in der Galerie Arnold ein „Autoren-Abend“ mit einem Vortrag von Felixmüller und Lesungen von Bess Brenck-Kalischer, Rudolf Adrian Dietrich, Heinar Schilling, Karl Römer und Walter Rheiner statt. Am 1. Dezember 1917 wurde der Verlag Felix Stiemer gegründet, der als „Organ und Manifest“ die Anliegen der Expressionistischen Arbeitsgemeinschaft Dresden verbreiten sollte.
Ende des Jahres ging aus der Expressionistischen Arbeitsgemeinschaft Dresden die Gruppe 1917 hervor. Veranstaltungen der Expressionistischen Arbeitsgemeinschaft Dresden sind bis Anfang 1918 bekannt.

## Mitglieder
An der Gründungsveranstaltung der Expressionistischen Arbeitsgemeinschaft Dresden nahmen teil:
- Bess Brenck-Kalischer, Max Bruhn, Rudolf Adrian Dietrich (1894–1969, Schriftsteller), Conrad Felixmüller, Raoul Hausmann, Walter Rheiner, Recha Rothschild (1880–1964, Journalistin), Heinar Schilling und Felix Stiemer.

In den Folgemonaten stießen dazu:
- Richard Fischer, Rudolf Leinert (1898–1969, Lyriker), Dr. E. H. Müller (Leiter der Musikabteilung des Felix Stiemer Verlages), Oskar Maria Graf, Walter Otto Grimm, Georg Tappert, Kurt Bock und Gerhard Ausleger (1891–1969, Lyriker).